# Батыгин, Василий Михайлович
Василий Михайлович Батыгин — советский хозяйственный, государственный и политический деятель, Герой Социалистического Труда.

## Биография
Родился в 1903 году в деревне Лаврово. Член КПСС.
С 1919 года — на хозяйственной, общественной и политической работе. В 1919—1967 гг. — рабочий, десятник на Ярославской железной дороге, заведующий животноводческой фермой, председатель местного колхоза деревни Лаврово, участник Великой Отечественной войны, председатель колхоза имени Молотова Нерехтского района Ярославской/Костромской области, председатель колхоза «Родина» Нерехтского района Костромской области.
Указом Президиума Верховного Совета СССР от 22 марта 1966 года присвоено звание Героя Социалистического Труда с вручением ордена Ленина и золотой медали «Серп и Молот».
Делегат XXI съезда КПСС.
Умер в деревне Лаврово в 1993 году.